# Candra Wijaya
Candra Wijaya (Cirebon, 16 settembre 1975) è un ex giocatore di badminton indonesiano.

## Palmarès

### Olimpiadi
- 1 medaglia:
  - 1 oro (Sydney 2000 nel doppio)

### Mondiali
- 1 medaglia:
  - 1 oro (Glasgow 1997 nel doppio)

### Giochi del Sud-Est asiatico
- 2 medaglie:
  - 2 ori (Giacarta 1997 nel doppio; Kuala Lumpur 2001 nel doppio)